# Thomas Pollock
Pour les articles homonymes, voir Pollock.
Thomas Allen « Tom » Pollock (né le 1er août 1925 à Red Deer, mort le 17 août 1994 dans la même ville)  est un joueur canadien de hockey sur glace.

## Carrière
Tom Pollock commence sa carrière en 1942 avec les Terriers de Portage en Ligue de hockey junior du Manitoba. Il joue ensuite pendant deux ans dans la Ligue de hockey junior de l'Ontario, d'abord pour les Faucons de Saint Catharines, puis pour les Red Wings de Galt. Il joue avec les adultes d'abord pour les Mohawks d'Owen Sound pendant deux ans. Au cours de cette période, il joue également cinq matchs pour les Shamrocks de San Francisco, équipe de la Pacific Coast Hockey League. Suivent deux saisons avec les Owen Sound Mercurys. Il commence la saison 1949-1950 avec les Caps de Regina, pour lesquels il dispute cinq matchs dans la Western Canada Senior Hockey League, puis les Millionnaires de Melville, dans la Saskatchewan. Alors qu'il joue pour les Millionnaires, il est signé par les Mercurys d'Edmonton, l'équipe qui représente le Canada aux Jeux olympiques d'hiver de 1952. Après le tournoi, il passe encore deux saisons avec les Millionnaires de Melville avant de mettre fin à sa carrière de hockey sur glace en 1954.
En juillet 1951, le président de l'Association canadienne de hockey amateur, Doug Grimston, annonça que les Mercurys représenteront le Canada au hockey sur glace aux Jeux olympiques de 1952 à Oslo. L'équipe parcourt l'Europe pendant trois mois, jouant une cinquantaine de matchs et remportant la première Coupe Ahearne. Le Canada devient champion olympique. En huit matchs, il marque deux buts et fait une passe décisive.
En tant que membre de l'équipe olympique, Thomas Pollock fut intronisé au Panthéon et Musée des sports de l'Alberta en 1968 et au Temple de la renommée olympique du Canada en 2002.